# 野衾

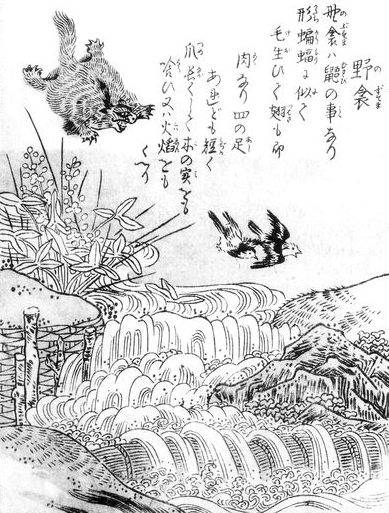
鳥山石燕『今昔画図続百鬼』より「野衾」

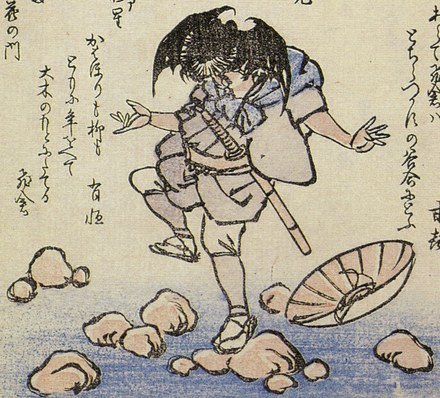
竜斎閑人正澄画『狂歌百物語』より「飛倉」

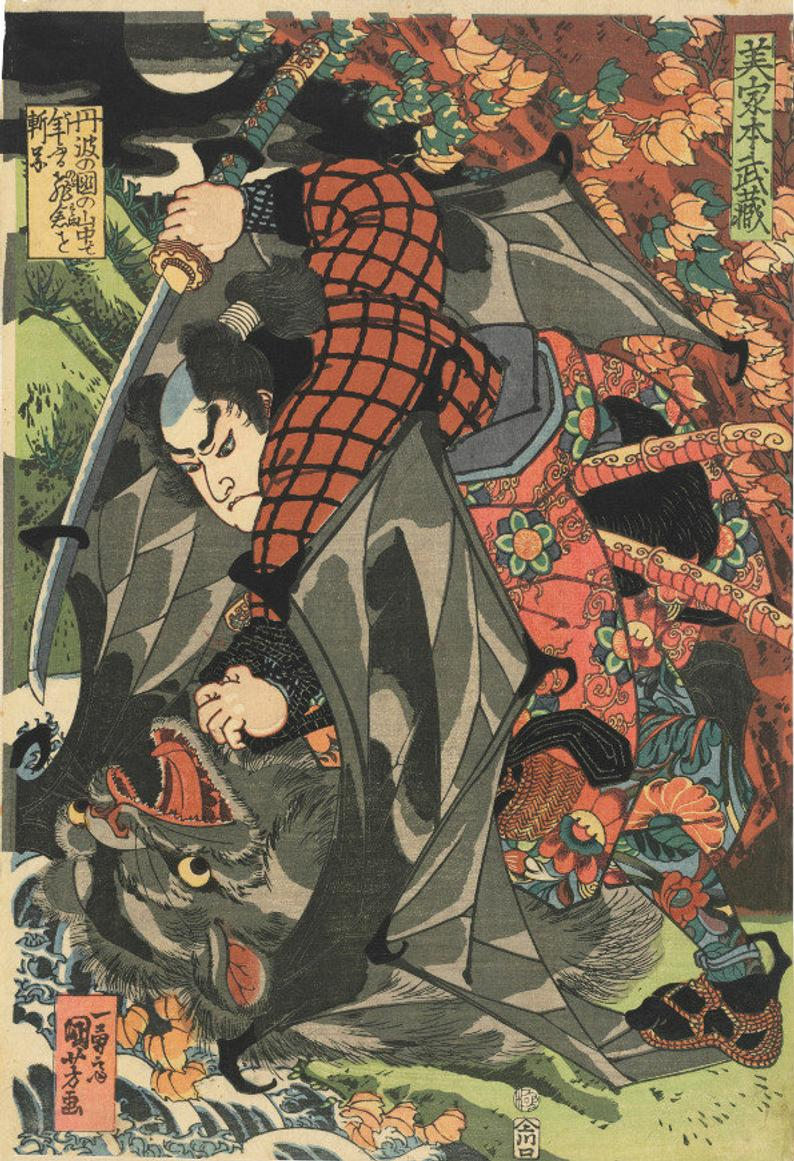
歌川国芳『美家本武蔵 丹波の国の山中にて年ふる野衾を斬図』

野衾（のぶすま）または飛倉（とびくら）は、江戸（現 東京都）に伝わる妖怪。
ムササビ・モモンガかコウモリの妖怪だとされ、飛翔能力があり、人を目隠ししたり口を封じて襲うとも、人間や動物の血を吸うともいわれる。異伝では、コウモリにはじまる野衾は、やがて年を経て山地乳という別の妖怪に変わり、人の息を食らって死にいたらしめるともされる。
また、（実在のげっ歯類のムササビやモモンガのように）木の実（果実）を食べるとも、火吹き芸の様に灯火を食う（火食い）するともいわれる。

## 伝承
この系統の「野衾」（のぶすま）は、江戸（東京都）の伝承だとされる。これは高知県幡多郡の伝承の「野襖」（のぶすま、同発音だが異表記）とは区別されており、そちらは路上に現れて通行人の行く手を阻むタイプで妖怪「ぬりかべ」の類である（塗壁 § 野襖も参照）。

### ムササビ・モモンガの姿をした野衾
鳥山石燕の妖怪画集『今昔画図続百鬼』（1779年刊）の「野衾」では、ムササビが体を広げて滑空する様な絵が掲載され、解説文にも「野衾は鼯（むささび）の事なり」と書かれている。四肢は短いが爪が長く、木の実や火焔を食らうとする。また別項の「百々爺（ももんじい）」については、これは「モモンガ」（別名を「野套」）を一部分として生成した名前だろうと推察されており、その妖怪は夜更けに条件が揃うと老人姿で現れるとする。
石燕の内容は、菊岡沾涼『本朝世事談綺』（享保19 / 1734年刊）の内容とおおむね合致する。野衾はよく果実を食い、夜に人の持つ松明を剪（き）って消し、その火を吹くので妖怪として恐れられたと説明されている。菊岡は野衾がコウモリに似ているとはせず、肉の「翅（はね）」をたためば足の様に収まる様がコウモリの様だと述べているに過ぎない。

### コウモリの変化
ところが奇談集『絵本百物語』（1841年刊）によれば、長い年月を経たコウモリが妖怪となったものとされ、蝙蝠が長じて野衾となり、更に年経ては山地乳（「山の父」の意?）という妖怪になるとされている。寝入る人の息を吸って命を奪う事すらあるので、人喰い（ヴァンパイア）の類にも属すると解説される。
寛政年間（1789-1801年）の奇談集『梅翁随筆』には、江戸でネコを襲ったり血を吸ったりする獣がおり、その獣を殺したところ、イタチのような姿で左右に羽の様で羽でないものをたくわえており、ある人が「深山に住む野ぶすまとはこれだ」と教えたとある。
『狂歌百物語』には飛倉という蝙蝠に似た妖怪が人の顔を覆う姿が描かれているが、野衾も空を飛んで来て、人の目や口を覆うともされる。また、そうやって山道を行く人の口と目を隠しておいて生き血を吸うともいわれる。

## 図像学
先述の通り、石燕の妖怪画には飛翔するムササビの様な野衾の画があり、上述の『絵本百物語』（1841 / 天保12年）の竹原春泉の画にも描かれている。
『狂歌百物語』（1853年）の類型「飛倉」（画像参照）は、コウモリの様な姿で描かれている。
江戸時代の歌川国芳による浮世絵でも『美家本武蔵 丹波の国の山中にて年ふる野衾を斬図』として、剣豪・宮本武蔵がコウモリの様な姿の野衾を山中で退治する様が描かれているが、史実ではなく、武蔵の諸国武者修行の話を脚色したものとされる。

## 由来説
ムササビは日中は木の洞などにこもり、夜に空中を滑空するという生態が怪しまれたことから、実在のムササビそのものが野衾として妖怪視されていたという説もある。石燕も「野衾は鼯（むささび）の事」としている。ムササビやモモンガは暗視能力に長けるため、夜間での滑空中に松明や提灯の火に目が眩んで着地を誤り、その際に人間の頭にへばりつく様子を人間側が妖怪に襲われたと誤認し、怪異の事例として語ったともいわれる。
『和漢三才図会』の「鼠類」の巻に「鼯鼠」という項目があり「むささひ」「のふすま」と両方の読み仮名が振られている。「鼯鼠は毛色と形はほぼ鼠に似て肉の翼有り。原禽類の伏翼（コウモリの事）に詳しい」と記されている。「原禽類」の巻には「伏翼」下「鸓鼠」という項目があり「（むささひ  もみ のふすま ももか）」と読み仮名が振られている。呼び名については「俗に野衾と言う。関東では毛毛加と言う。西の国にては板折敷（いたおじき）と言う」と記されている。『本草綱目』「鸓鼠」では蘇頌の言を引いて「南方ではこれを多く妖怪視している」とし、郭璞の爾雅注からの引用文では「火烟を食う」としている（後者は『和漢三才図会』でも引用している）。

## 猯との関係
『絵本百物語』には、野衾は同書に登場する妖怪「野鉄砲」と同一のもので、猯という獣が老いて妖怪化したものともされている。妖怪研究家多田克己によれば、猯とは本来タヌキの異称だが、『和漢三才図会』などにおいて「狸」と「猯」が別々の獣として扱われており、ムササビも猯と呼ばれた例があることから、これらが混同された結果生まれた伝承とされる。荒俣宏らは、「まみ」は平安時代のモモンガの呼称だとしており、また平清盛が毛朱（もみ）という妖怪を退治したという武勇談が伝わり、その化け物の墓もあったとする。